# Тит Ампий Флавиан
Тит Ампий Флавиан (на латински: Titus Ampius Flavianus) е военачалник на Римската империя от 1 век по времето на император Нерон (54 – 68 г.) и гражданската война.
Произлиза от плебейската фамилия Ампии, клон Флавиан. Вероятно е потомък на Тит Ампий Балб от клон Балб (народен трибун 63, претор 59 пр.н.е.).
Той е управител на римската провинция Панония по времето на император Нерон и гражданската война през 68/69 г. След смъртта на император Галба (15 януари 69 г.) той се присъединява с легионите XIII и VII към Веспасиан в Италия в борбата против Вителий.
Вероятно е роднина на Ампий, който участва през 253 г. в Синода в Картаген.